# Eritrea ai XXIII Giochi olimpici invernali
L'Eritrea ha partecipato XXIII Giochi olimpici invernali, che si sono svolti dal 9 al 28 febbraio 2018 a PyeongChang in Corea del Sud, con una delegazione composta da 1 atleta.

## Sci alpino
L'Eritrea ha schierato nello sci alpino Shannon-Obgnai Abeda.

### Uomini
| Gara            | Atleta               | Tempo     | Tempo     | Tempo   | Posizione |
| Gara            | Atleta               | 1ª manche | 2ª manche | Totale  | Posizione |
| --------------- | -------------------- | --------- | --------- | ------- | --------- |
| Slalom speciale | Shannon-Ogbnai Abeda | 1:19.86   | 1:20.01   | 2:39.87 | 61º       |
| Slalom gigante  | Shannon-Ogbnai Abeda | DNF       | DNF       | DNF     | DNF       |